# Mahmoud Khamis
Mahmoud Khamis Sajed Khamis Sajed Al-Hammadi (ur. 28 października 1987) – emiracki piłkarz występujący na pozycji pomocnika w drużynie Al-Wahda Abu Zabi.

## Kariera piłkarska
Mahmoud Khamis od początku kariery występuje w zespole Al-Wahda. W 2007 zadebiutował w reprezentacji Zjednoczonych Emiratów Arabskich. W 2011 został powołany do kadry na Puchar Azji rozgrywany w Katarze. Jego drużyna zajęła ostatnie miejsce w grupie i nie awansowała do dalszej fazy.